# Sarah Jäger
Sarah Jäger (geb. 1979 in Paderborn) ist eine deutsche Autorin von Jugendbüchern, Theaterpädagogin und Buchhändlerin.

## Leben
Sarah Jäger wurde in Paderborn geboren. Nach dem Abitur arbeitete sie zunächst als Callcenter-Agentin. Nach einer Ausbildung zur Theaterpädagogin ab 2004 war sie zehn Jahre freiberuflich in diesem Bereich tätig. Ab 2016 arbeitete Sarah Jäger als Buchhändlerin in Essen. Im März 2020 erschien ihr erster Roman Nach vorn, nach Süden bei Rowohlt Rotfuchs. Im März 2020 wurde sie dafür mit dem Luchs des Monats ausgezeichnet; 2021 war sie Preisträgerin des Kranichsteiner Jugendliteratur-Stipendiums. Sowohl ihr zweiter Roman „Die Nacht so groß wie wir“ als auch ihr vierter Roman „Und die Welt, sie fliegt hoch“ waren für den Deutschen Jugendliteraturpreis nominiert.

## Werke
- Nach vorn, nach Süden, Roman. Rowohlt Taschenbuch. 2020. ISBN 3-499-00239-6
- Die Nacht so groß wie wir, Roman. Rowohlt Taschenbuch. 2021. ISBN 3-499-00574-3
- Schnabeltier Deluxe, Roman. Rowohlt Taschenbuch. 2022. ISBN 3-499-00911-0
- Und die Welt, sie fliegt hoch, Roman. (Illus.: Sarah Maus), Rowohlt Taschenbuch. 2024. ISBN 978-3-499-01293-8

## Preise und Auszeichnungen
- 2022: Nominierung für den Deutschen Jugendliteraturpreis mit Die Nacht so groß wie wir in der Kategorie Jugendbuch
- 2025: Nominierung für den Deutschen Jugendliteraturpreis mit Und die Welt, sie fliegt hoch in der Kategorie Jugendbuch und in der Kategorie Jugendjury[7]